# Interactionnisme
L'interactionnisme est un courant théorique de la sociologie qui met au centre de l’explication des phénomènes collectifs l'étude des interactions sociales et des significations que les personnes attribuent à ce qui les entourent. Les phénomènes expliqués peuvent être par exemple les conflits et la formation de groupes.
L'école interactionniste qui s'est le plus développée est celle de l'interactionnisme symbolique.

## Grille d'approche de l'interactionnisme
En microsociologie et en psychologie sociale, l'interactionnisme est une perspective théorique qui considère le comportement social comme un produit de l'interaction entre l'individu et la situation. En d'autres termes, il fait découler les processus sociaux (comme par exemple le conflit, la coopération, la formation de l'identité) de l'ensemble des interactions sociales, les significations subjectives que les protagonistes produisent pour donner du sens aux situations qu'ils vivent devant être intégrées dans l'explication des comportements sociaux.
Cette perspective étudie les façons dont les individus façonnent la société, et sont façonnés par elle, à travers leurs interactions. L'interactionnisme soutient donc que l'individu est une composante active et consciente du système social, plutôt qu'un élément passif de cet environnement.
Selon cette perspective, les interactions sont guidées par les significations attachées à soi et aux autres avec lesquels chacun interagit, ainsi qu’aux situations d'interaction ; toutes ces significations étant en retour modifiées dans l'interaction elle-même[3]. En ce sens, l'interactionnisme peut s'opposer aux études sur la socialisation, dans la mesure où l'interactionnisme considère que les individus influencent les groupes au moins autant que les groupes influencent les individus.
Pour les interactionnistes, l'individu et la société se construisent lors d'interactions et en relation avec un environnement spécifique et les significations subjectives que nous attribuons à ce qui nous entoure sont essentielles pour expliquer ou comprendre notre comportement social.
George Herbert Mead, en tant que défenseur du pragmatisme et de la subjectivité de la réalité sociale, est considéré comme un premier penseur dans le développement de l'interactionnisme.

## Méthodes
La centralité des significations sous-tend un principe méthodologique de base de l'interactionnisme : les définitions des acteurs doivent être prises en compte dans l'examen de leur comportement. Pour les chercheurs, ce principe conduit à considérer la vie quotidienne comme le terrain de recherche privilégié. Ainsi, les méthodes comme celles inspirées de l’ethnographie, les reconstitutions de cas ou les entretiens intensifs constituent-ils des moyens privilégiés de collecte de données.

## Écoles
L'interactionnisme symbolique est d'abord théorisé par Herbert Blumer.
L'École de Chicago regroupe des chercheurs comme Erving Goffman, Howard Becker et Anselm Strauss. Ce courant nourrit le dialogue avec d'autres traditions sociologiques dans les années 1950-1960, on peut citer : la phénoménologie d’Alfred Schütz, l’ethnométhodologie de Harold Garfinkel ou encore l’analyse conversationnelle de Harvey Sacks[réf. souhaitée].
L'interactionnisme structural, d'abord théorisé par Harrison C. White, est une approche interactionniste contemporaine, tant macrosociologique que microsociologique[réf. souhaitée].
L’Interactionnisme Socio-Discursif (connu aussi par son acronyme ISD) est un courant théorique de la psychologie du langage qui vise à comprendre le rôle fondateur du langage dans le développement humain. Proposé par des chercheurs de l'Université de Genève dans les années 1980, notamment Jean-Paul Bronckart et ses collaborateurs, ce cadre s’oppose à la fragmentation des sciences humaines, en articulant des apports philosophiques, sociologiques, psychologiques et linguistiques dans une science intégrée de l’humain, dans une perspective interactionniste.